# Le Chemin
Le Chemin is een gemeente in het Franse departement Marne (regio Grand Est) en telt 49 inwoners (2009). De plaats maakt deel uit van het arrondissement Châlons-en-Champagne.

## Geografie
De oppervlakte van Le Chemin bedraagt 6,3 km², de bevolkingsdichtheid is dus 7,8 inwoners per km².
De onderstaande kaart toont de ligging van Le Chemin met de belangrijkste infrastructuur en aangrenzende gemeenten.

## Demografie
Onderstaande figuur toont het verloop van het inwonertal (bron: INSEE-tellingen).

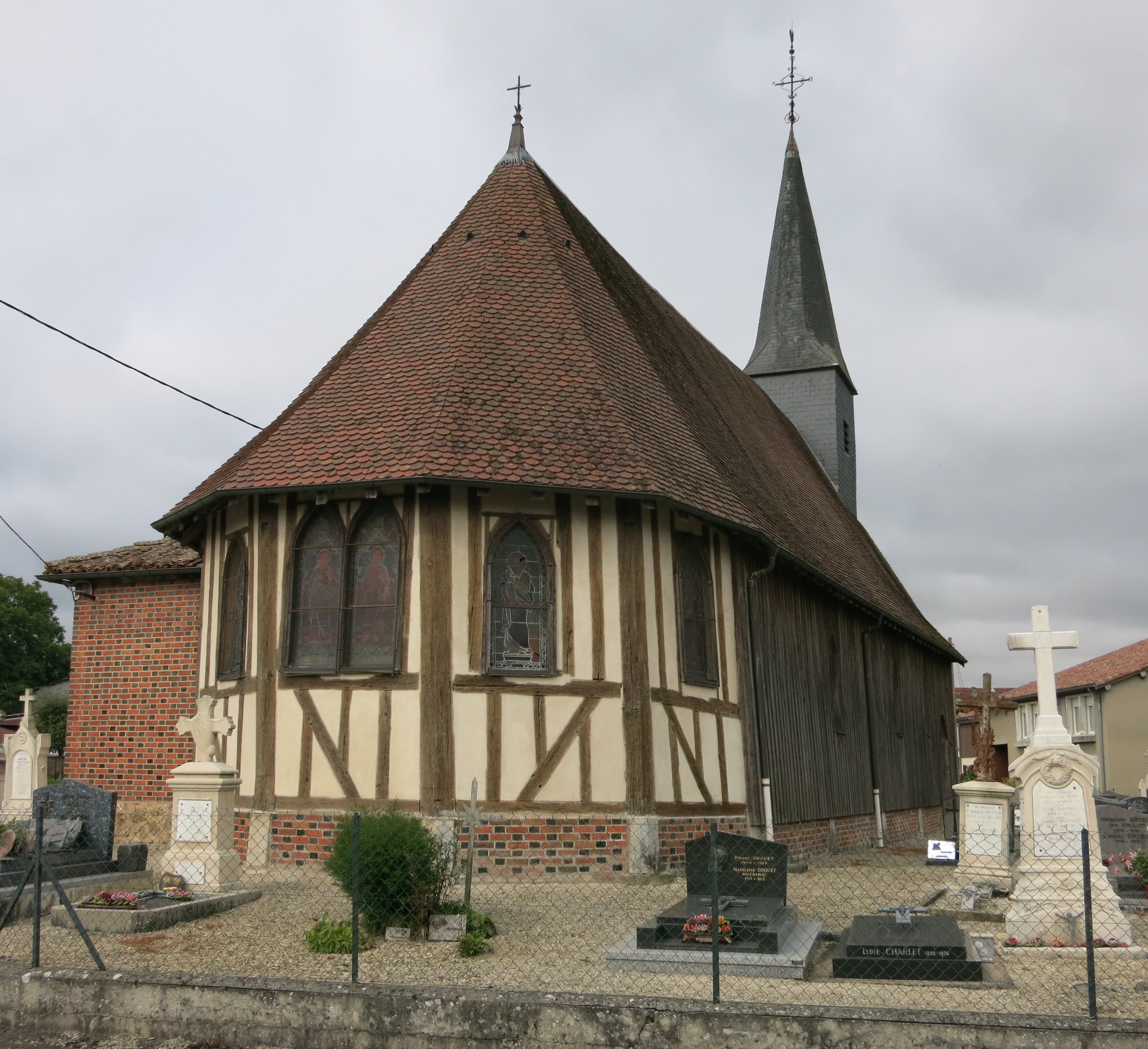
16de-eeuwse kerk in hout